# Wickr
Wickr (pronuncia-se "wicker") é um aplicativo para Android e iPhone designado para ajudar pessoas no envio de mensagens, incluindo fotos e anexos, que são automaticamente deletados a partir de um certo tempo.
O objetivo do programa é manter de forma sigilosa e segura a comunicação entre dois indivíduos. Em 15 de janeiro de 2014, Wickr anunciou que está oferecendo $100,000 a qualquer voluntário que encontrar alguma falha significativa no sistema.